# Faiditus godmani
Faiditus godmani är en spindelart som först beskrevs av Harriet Exline och Levi 1962.  Faiditus godmani ingår i släktet Faiditus och familjen klotspindlar.
Artens utbredningsområde är Guatemala. Inga underarter finns listade i Catalogue of Life.